# Glasgow Merchants Charity Cup
La Glasgow Merchants' Charity Cup était une compétition de football, selon un format de coupe à élimination directe, qui mettait aux prises des clubs de Glasgow et des environs, qui a existé de 1877 jusqu'en 1966.
Le Glasgow Charity Cup Committee (GCCC) organisait cette compétition et le choix des clubs invités à y participer était laissé à sa discrétion. Lors des dernières années, à partir de 1962, la compétition se limitait à un seul match, joué entre une sélection de joueurs évoluant dans les équipes de Glasgow, appelé Glasgow Select XI, et une équipe du championnat anglais.

## Palmarès
Signification
| (R) | Match à rejouer |

| Année    | Vainqueur                                         | Score                                             | Finaliste                                         |
| -------- | ------------------------------------------------- | ------------------------------------------------- | ------------------------------------------------- |
| 1877     | Queen's Park                                      | 4 – 0                                             | Rangers                                           |
| 1878     | Queen's Park                                      | 1 – 0                                             | Vale of Leven                                     |
| 1879     | Rangers                                           | 2 – 1                                             | Vale of Leven                                     |
| 1880     | Queen's Park                                      | 1 – 1                                             | Rangers                                           |
| 1880 (R) | Queen's Park                                      | 2 – 1                                             | Rangers                                           |
| 1881     | Queen's Park                                      | 1 – 1                                             | Rangers                                           |
| 1881 (R) | Queen's Park                                      | 3 – 1                                             | Rangers                                           |
| 1882     | Vale of Leven                                     | 2 – 2                                             | Dumbarton                                         |
| 1882 (R) | Vale of Leven                                     | 1 – 0                                             | Dumbarton                                         |
| 1883     | Queen's Park                                      | 4 – 1                                             | Rangers                                           |
| 1884     | Queen's Park                                      | 1 – 1                                             | Third Lanark                                      |
| 1884 (R) | Queen's Park                                      | 8 – 0                                             | Third Lanark                                      |
| 1885     | Queen's Park                                      | 1 – 0                                             | Dumbarton                                         |
| 1886     | Renton                                            | 3 – 1                                             | Vale of Leven                                     |
| 1887     | Renton                                            | 1 – 0                                             | Vale of Leven                                     |
| 1888     | Renton                                            | 4 – 0                                             | Cambuslang                                        |
| 1889     | Renton                                            | 2 – 2                                             | Queen's Park                                      |
| 1889 (R) | Renton                                            | 3 – 1                                             | Queen's Park                                      |
| 1890     | Third Lanark                                      | 2 – 1                                             | Queen's Park                                      |
| 1891     | Queen's Park                                      | 1 – 1                                             | Northern                                          |
| 1891 (R) | Queen's Park                                      | 9 – 1                                             | Northern                                          |
| 1892     | Celtic                                            | 2 – 0                                             | Rangers                                           |
| 1893     | Celtic                                            | 5 – 0                                             | Rangers                                           |
| 1894     | Celtic                                            | 2 – 1                                             | Queen's Park                                      |
| 1895     | Celtic                                            | 4 – 0                                             | Rangers                                           |
| 1896     | Celtic                                            | 2 – 1                                             | Queen's Park                                      |
| 1897     | Rangers                                           | 6 – 1                                             | Third Lanark                                      |
| 1898     | Third Lanark                                      | 1 – 0                                             | Rangers                                           |
| 1899     | Celtic                                            | 2 – 0                                             | Rangers                                           |
| 1900     | Rangers                                           | 5 – 1                                             | Celtic                                            |
| 1901     | Third Lanark                                      | 0 – 0                                             | Celtic                                            |
| 1901 (R) | Third Lanark                                      | 3 – 0                                             | Celtic                                            |
| 1902     | Hibernian                                         | 6 – 2                                             | Celtic                                            |
| 1903     | Celtic                                            | 5 – 2                                             | St Mirren                                         |
| 1904     | Rangers                                           | 5 – 2                                             | Celtic                                            |
| 1905     | Celtic                                            | 2 – 0                                             | Partick Thistle                                   |
| 1906     | Rangers                                           | 3 – 2                                             | Queen's Park                                      |
| 1907     | Rangers                                           | 1 – 0                                             | Celtic                                            |
| 1908     | Celtic                                            | 3 – 0                                             | Queen's Park                                      |
| 1909     | Rangers                                           | 4 – 2                                             | Celtic                                            |
| 1910     | Clyde                                             | 1 – 1 (Clyde a gagné 8-3 au nombre de corners)    | Third Lanark                                      |
| 1911     | Rangers                                           | 2 – 1                                             | Celtic                                            |
| 1912     | Celtic                                            | 0 – 0 (Celtic a gagné 7-2 au nombre de corners)   | Clyde                                             |
| 1913     | Celtic                                            | 3 – 2                                             | Rangers                                           |
| 1914     | Celtic                                            | 6 – 0                                             | Third Lanark                                      |
| 1915     | Celtic                                            | 3 – 2                                             | Rangers                                           |
| 1916     | Celtic                                            | 2 – 0                                             | Partick Thistle                                   |
| 1917     | Celtic                                            | 1 – 0                                             | Queen's Park                                      |
| 1918     | Celtic                                            | 2 – 0                                             | Partick Thistle                                   |
| 1919     | Rangers                                           | 2 – 1                                             | Queen's Park                                      |
| 1920     | Celtic                                            | 1 – 0                                             | Queen's Park                                      |
| 1921     | Celtic                                            | 2 – 0                                             | Rangers                                           |
| 1922     | Rangers                                           | 3 – 1                                             | Queen's Park                                      |
| 1923     | Rangers                                           | 4 – 0                                             | Queen's Park                                      |
| 1924     | Celtic                                            | 2 – 1                                             | Rangers                                           |
| 1925     | Rangers                                           | 1 – 0                                             | Clyde                                             |
| 1926     | Celtic                                            | 2 – 1                                             | Queen's Park                                      |
| 1927     | Partick Thistle                                   | 6 – 3                                             | Rangers                                           |
| 1928     | Rangers                                           | 3 – 1                                             | Queen's Park                                      |
| 1929     | Rangers                                           | 4 – 2                                             | Celtic                                            |
| 1930     | Rangers                                           | 2 – 2 (Rangers a gagné au tirage au sort)         | Celtic                                            |
| 1931     | Rangers                                           | 2 – 1                                             | Queen's Park                                      |
| 1932     | Rangers                                           | 6 – 1                                             | Third Lanark                                      |
| 1933     | Rangers                                           | 1 – 0                                             | Queen's Park                                      |
| 1934     | Rangers                                           | 1 – 0                                             | Celtic                                            |
| 1935     | Partick Thistle                                   | 2 – 1                                             | Queen's Park                                      |
| 1936     | Celtic                                            | 4 – 2                                             | Rangers                                           |
| 1937     | Celtic                                            | 4 – 3                                             | Queen's Park                                      |
| 1938     | Celtic                                            | 2 – 0                                             | Rangers                                           |
| 1939     | Rangers                                           | 0 – 0 (Rangers a gagné 7-4 au nombre de corners)  | Third Lanark                                      |
| 1940     | Clyde                                             | 1 – 1 (Clyde a gagné 7-2 au nombre de corners)    | Rangers                                           |
| 1941     | Rangers                                           | 3 – 0                                             | Partick Thistle                                   |
| 1942     | Rangers                                           | 3 – 1                                             | Clyde                                             |
| 1943     | Celtic                                            | 3 – 0                                             | Third Lanark                                      |
| 1944     | Rangers                                           | 2 – 1                                             | Clyde                                             |
| 1945     | Rangers                                           | 2 – 1                                             | Celtic                                            |
| 1946     | Rangers                                           | 2 – 0                                             | Third Lanark                                      |
| 1947     | Rangers                                           | 1 – 0                                             | Celtic                                            |
| 1948     | Rangers                                           | 2 – 0                                             | Celtic                                            |
| 1949     | Partick Thistle                                   | 2 – 1                                             | Celtic                                            |
| 1950     | Celtic                                            | 3 – 2                                             | Rangers                                           |
| 1951     | Rangers                                           | 2 – 0                                             | Partick Thistle                                   |
| 1952     | Clyde 2 – 2 Third Lanark (titre partagé)          | Clyde 2 – 2 Third Lanark (titre partagé)          | Clyde 2 – 2 Third Lanark (titre partagé)          |
| 1953     | Celtic                                            | 3 – 1                                             | Queen's Park                                      |
| 1954     | Third Lanark                                      | 1 – 0                                             | Rangers                                           |
| 1955     | Rangers                                           | 3 – 1                                             | Queen's Park                                      |
| 1956     | Third Lanark                                      | 4 – 2                                             | Partick Thistle                                   |
| 1957     | Rangers                                           | 2 – 1                                             | Queen's Park                                      |
| 1958     | Clyde                                             | 4 – 0                                             | Rangers                                           |
| 1959     | Celtic                                            | 5 – 0                                             | Clyde                                             |
| 1960     | Rangers                                           | 2 – 0                                             | Partick Thistle                                   |
| 1961     | Clyde 1 – 1 Celtic (titre partagé)                | Clyde 1 – 1 Celtic (titre partagé)                | Clyde 1 – 1 Celtic (titre partagé)                |
| 1962     | Manchester United                                 | 4 – 2                                             | Glasgow Select XI                                 |
| 1963     | Glasgow Select                                    | 2 – 1                                             | Manchester United                                 |
| 1964     | Glasgow Select                                    | 4 – 3                                             | Tottenham Hotspur                                 |
| 1965     | Chelsea                                           | 3 – 0                                             | Glasgow Select                                    |
| 1966     | Glasgow Select 1 – 1 Leeds United (titre partagé) | Glasgow Select 1 – 1 Leeds United (titre partagé) | Glasgow Select 1 – 1 Leeds United (titre partagé) |

## Performance par club
| Club              | Nombre de victoires | Dernière victoire | Nombre de finales perdues | Dernière finale perdue |
| ----------------- | ------------------- | ----------------- | ------------------------- | ---------------------- |
| Rangers           | 28                  | 1960              | 20                        | 1958                   |
| Celtic            | 28                  | 1961              | 14                        | 1949                   |
| Queen's Park      | 8                   | 1891              | 20                        | 1957                   |
| Third Lanark      | 6                   | 1956              | 8                         | 1946                   |
| Clyde             | 5                   | 1961              | 5                         | 1959                   |
| Renton            | 4                   | 1889              | —                         | —                      |
| Partick Thistle   | 3                   | 1949              | 7                         | 1960                   |
| Glasgow Select XI | 3                   | 1966              | 2                         | 1965                   |
| Manchester United | 1                   | 1962              | 1                         | 1963                   |
| Hibernian         | 1                   | 1902              | —                         | —                      |
| Chelsea           | 1                   | 1965              | —                         | —                      |
| Leeds United      | 1                   | 1966              | —                         | —                      |
| Vale of Leven     | 1                   | 1882              | 4                         | 1887                   |
| Dumbarton         | —                   | —                 | 2                         | 1885                   |
| Cambuslang        | —                   | —                 | 1                         | 1888                   |
| Northern          | —                   | —                 | 1                         | 1891                   |
| St Mirren         | —                   | —                 | 1                         | 1903                   |
| Tottenham Hotspur | —                   | —                 | 1                         | 1964                   |